# یواس‌اس آگوستا (اس‌اس‌ان-۷۱۰)
یواس‌اس آگوستا (اس‌اس‌ان-۷۱۰) (به انگلیسی: USS Augusta (SSN-710)) یک زیردریایی بود که طول آن ۱۱۰٫۳ متر (۳۶۱ فوت ۱۱ اینچ) بود. این زیردریایی در سال ۱۹۸۳ ساخته شد.